# Gouvernement Dschenin
Das Gouvernement Dschenin (arabisch محافظة جنين, DMG Muḥāfaẓat Ǧanīn) ist ein Gouvernement der Palästinensischen Autonomiebehörde bzw. des Staates Palästina. Es befindet sich im Norden des Westjordanlandes. Es ist das einzige Gouvernement im Westjordanland, in dem die Mehrheit der Landfläche der Palästinensischen Autonomiebehörde untersteht. Im Rahmen des einseitigen Abkoppelungsplan Israels im Jahr 2005 wurden vier israelische Siedlungen evakuiert. Die Bezirkshauptstadt ist die Stadt Dschenin. 
Nach Angaben des Palästinensischen Zentralbüros für Statistik hat das Gouvernement zur Jahresmitte 2017 314.866 Einwohner. Bis 2020 stieg diese Zahl auf 332.050 Einwohner.

## Demografie
Die Bevölkerung ist im Durchschnitt sehr jung und ca. 37,2 Prozent sind jünger als 15 Jahren, während nur 3,4 Prozent über 65 Jahre alt sind.  2017 waren 98,3 Prozent der Bevölkerung Muslime und 1,6 Prozent waren Christen oder sonstige. Einwohner jüdischer Siedlungen wurden dabei nicht erfasst. 59,6 Prozent der Gesamtbevölkerung waren im selben Jahr Flüchtlinge.
| Zensusjahr | Einwohnerzahl |
| ---------- | ------------- |
| 1997       | 203.026       |
| 2007       | 256.619       |
| 2017       | 314.866       |

## Orte
- Dschenin
- Qabatiya
- Arraba
- Burqin
- Zababdeh